# بيترو مالاكارني
بيترو مالاكارني (بالإيطالية: Simone Malacarne)‏ هو لاعب كرة قدم إيطالي في مركز الدفاع، ولد في 23 فبراير 1989. شارك مع منتخب إيطاليا تحت 17 سنة لكرة القدم. أما مع النوادي، فقد لعب مع إيه أس بيتزاغيتوني ونادي تريفيزو ونادي كريمونيسي.

## وصلات خارجية
- بيترو مالاكارني على موقع قاعدة بيانات كرة القدم.إي يو (الإنجليزية)
- بيترو مالاكارني على موقع Soccerway.com (الإنجليزية)